# 板橋区立志村第四中学校
板橋区立志村第四中学校（いたばしくりつ しむらだいよんちゅうがっこう）は、東京都板橋区にある区立の中学校。通称「志村四中」「志四」「志四中」。

## 概要
2009年度にはプールが新しくなり、温水シャワーを完備している。
定期考査は年5回。中間考査が2日、期末考査・学年末考査が3日で行われる。
2009年度より夏休みを1週間繰り上げて2学期が開始されている。
2009年度・2012年度板橋区体育総合優秀校に選ばれた。
2019年度からは、1年5クラス、2年4クラス、3年4クラスの編成になっている。

## 沿革
- 1955年4月1日 - 開校（職員15名　生徒280名）
- 1955年4月6日 - 志村小学校を仮校舎として開校
- 1955年5月1日 - 校章制定
- 1955年9月1日 - 新校舎へ移転（移転10教室）
- 1955年11月8日 - 新校舎落成・開校式挙行
- 1956年2月10日 - 第1次校地拡張（2,844.6㎡）
- 1956年5月20日 - 校旗の制定
- 1956年12月24日 - 校歌の制定
- 1957年1月24日 - 第1期校舎増築竣工
- 1957年11月24日 - 第2次校地拡張（767㎡）
- 1957年12月16日 - 第2期校舎増築竣工
- 1960年1月15日 - 第3期校舎増築竣工
- 1960年3月31日 - 体育館竣工
- 1960年12月23日 - 第4期校舎増築竣工
- 1961年6月9日 - 心障学級（6組・現7組）開級式挙行
- 1968年6月18日 - 完全給食開始
- 1972年8月5日 - プール及び付属更衣室竣工
- 1975年8月25日 - 鉄骨鉄筋コンクリート校舎竣工
- 2005年5月20日 - 「緑のカーテン」事業開始
- 2009年4月16日 - プール・付属設備・体育倉庫新設

## 教育目標
- 心ゆたかで思いやりのある生徒
- よく考え進んで学ぶ生徒
- ねばり強くたくましい生徒

## 学校行事
| - 4月 始業式、入学式、新入生歓迎会、部活動説明会、開校記念日 - 5月 離任式、前期生徒総会 - 6月 運動会、プール開き、学校公開、定期考査 | - 7月 個人面談、定期考査、職場体験（2年） - 8月補習 - 9月 始業式 救急救命講習（3年）、移動教室（2年）、プール納め、修学旅行（3年）、学校公開、学校説明会、生徒会役員選挙 | - 10月 定期考査、後期生徒総会、進路説明会（3年）、道徳授業地区公開講座、合唱コンクール - 11月 個人面談（3年）、定期考査 - 12月 個人面談、整備週間 | - 1月 校内作品展 - 2月 オーケストラ鑑賞教室（2年）、授業参観、新入生説明会、定期考査 - 3月 球技大会、遠足（3年）、卒業式、修了式 |

学校行事の中でも定期考査は大きな盛り上がりを見せる

## 生徒会活動
生徒会には役員会、生徒総会、中央委員会、学級会、委員会（専門及び臨時）の機関を置く。
- 役員は会長1名、1年生役員3名、2年生役員3名、計7名で構成されている。役職は会長のほか、副会長2名、庶務4名。
- 生徒総会は定例総会として年2回開く。
- 中央委員会は専門委員会委員長、生徒会役員、生徒会担当教師（助言者）で構成される。
- 専門委員会として、学級委員会、生活委員会、保健委員会、給食委員会、図書委員会、美化委員会、報道委員会、体育委員会がある。
- 臨時委員会として、選挙管理委員会、合唱コンクール実行委員会、作品展実行委員会、などがある。

## 部活動
- 運動部
  - 男子サッカー
  - 男女バスケットボール
  - 女子バスケットボール
  - 男子バレーボール
  - 女子バレーボール
  - ソフトテニス
  - 陸上
  - バドミントン
  - 新体操（全国大会出場）・ダンス
- 文化部
  - 吹奏楽

第49回（2009年）東京都中学校吹奏楽コンクール B組にて金賞を受賞。
第50回（2010年）東京都中学校吹奏楽コンクール B組にて銀賞を受賞。
第51回（2011年）東京都中学校吹奏楽コンクール A組にて金賞を受賞。
第45回（2012年）東京都中学校吹奏楽アンサンブルコンテストにて金管８重奏・木管7重奏(都大会出場)ともに金賞を受賞。
第35回 (2012年）東京都アンサンブルコンテストにて木管7重奏が銅賞を受賞。
第52回 (2012年) 東京都中学校吹奏楽コンクール　A組にて金賞を受賞。
上記の上位大会である第52回 東京都吹奏楽コンクール出場権獲得。
第52回 (2012年) 東京都吹奏楽コンクール（都大会本戦・全日本予選）にて銅賞を受賞。
  - パソコン
  - 演劇
  - 美術
  - 華道

吹奏楽部は、都内でも有名で、数々の賞を採っている
新体操部は2021年に全国大会に出場している

## アクセス
- 都営三田線 志村三丁目駅（徒歩5分）
- 国際興業バス 志村四中（徒歩3分）